# Anemia coriacea
Anemia coriacea är en ormbunkeart. Anemia coriacea ingår i släktet Anemia och familjen Anemiaceae.

## Underarter
Arten delas in i följande underarter:
- A. c. nipeensis
- A. c. coriacea
- A. c. moaensis
- A. c. immeensis